# Urca (Río de Janeiro)
Urca es un barrio residencial de la Zona Sur de la ciudad de Río de Janeiro, Brasil, de clase media alta y clase alta, con casi siete mil habitantes (censo de 2000) distribuidos en pequeños predios y casas. Es famoso mundialmente por el morro (cerro) Pão de Açúcar y su bondinho, el teleférico que lleva hasta la cima.

## Toponimia
El nombre de Urca tiene origen en un cerro rocoso que recuerda por su forma a un antiguo tipo de embarcación holandesa utilizada para transporte de carga.

## Límites

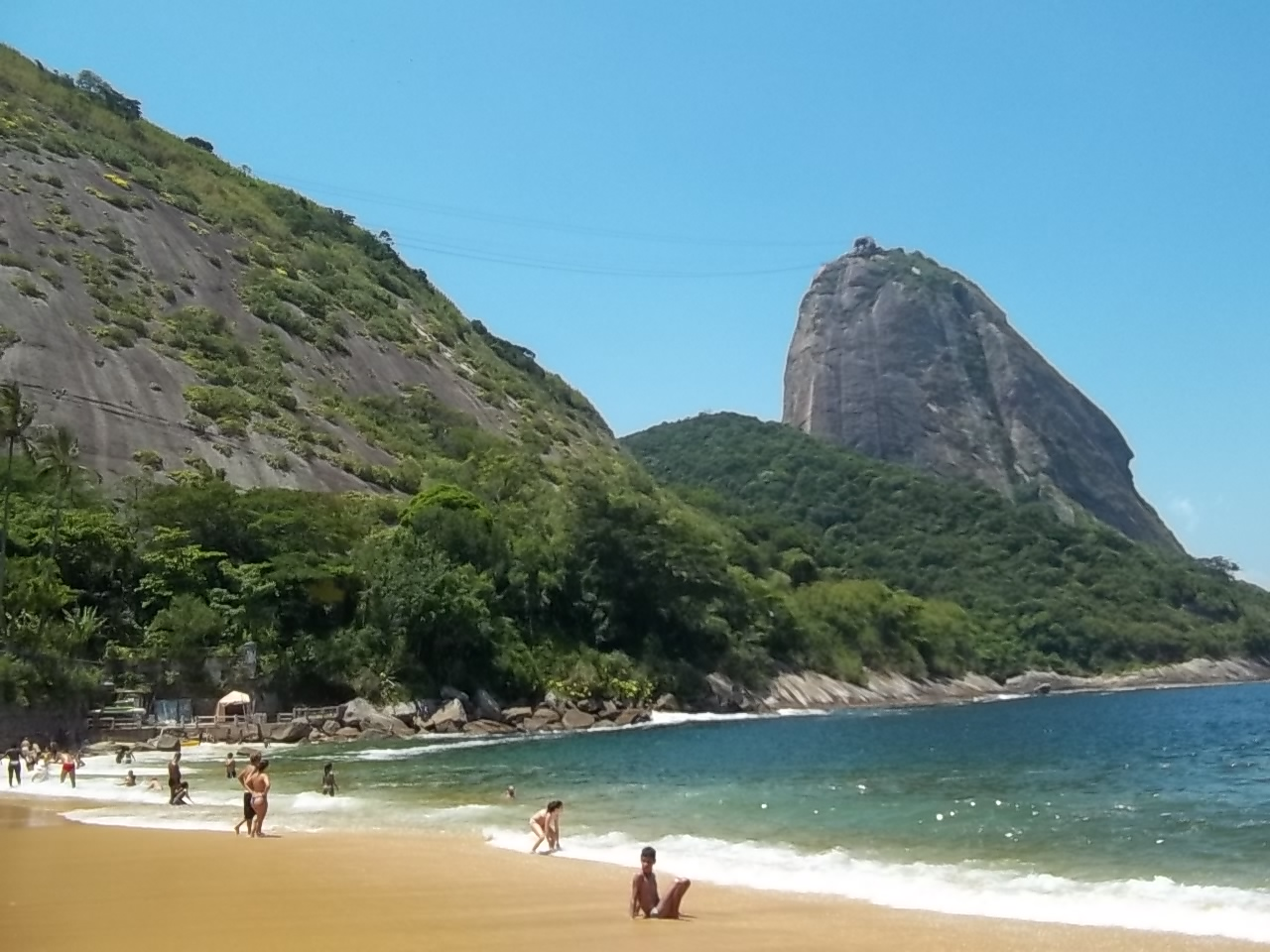
La playa Vermelha con visión de los morros Urca y Pan de Azúcar.

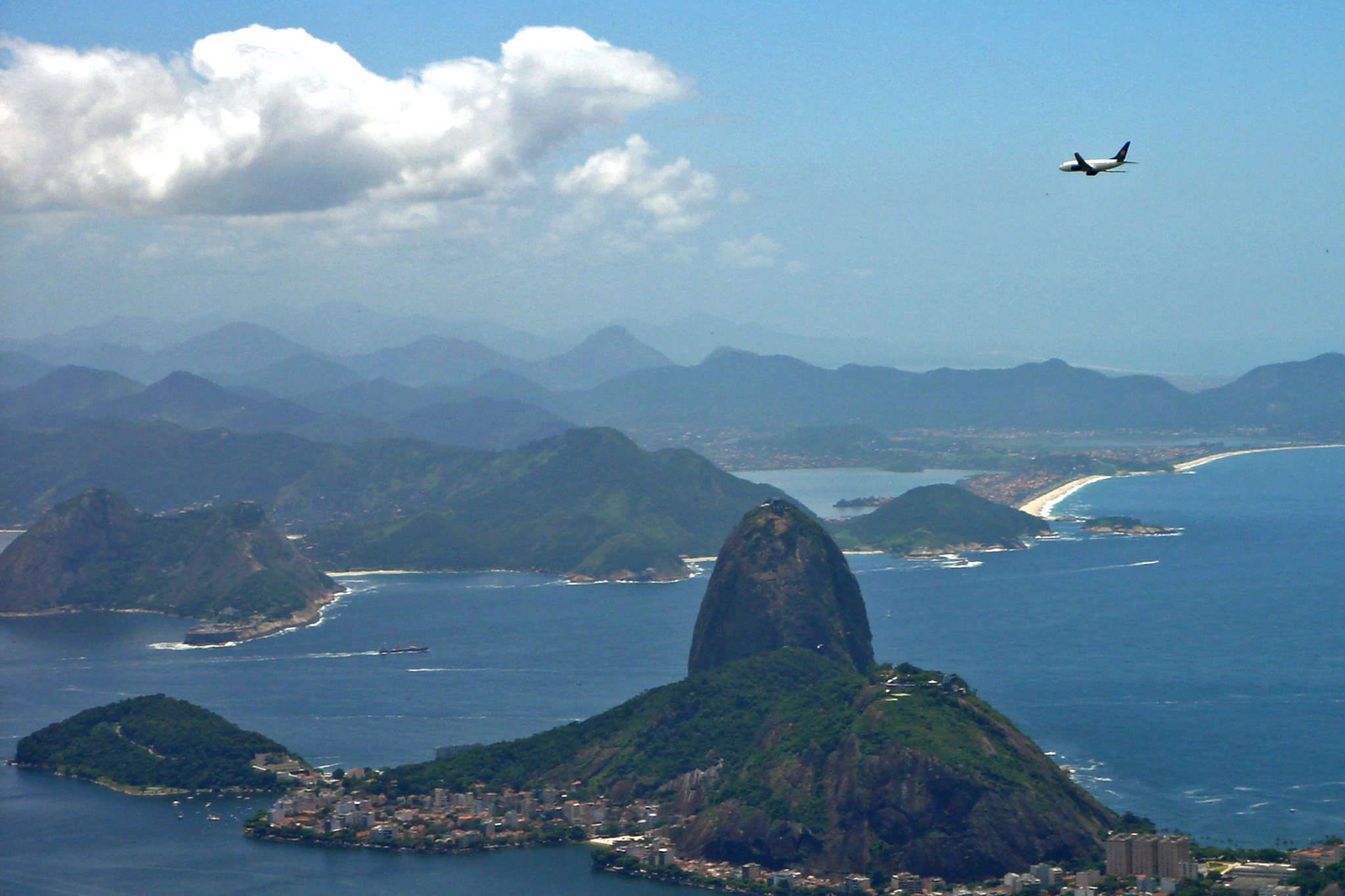
Un avión de Varig sobrevuela el Pão de Açúcar.

Urca limita con Botafogo, Leme y Copacabana. Es el lugar donde el océano Atlántico se encuentra con la Bahía de Guanabara.
Pertenece a la Región Administrativa IV - Botafogo, que también incluye a los barrios Flamengo, Glória, Laranjeiras, Catete, Cosme Velho, Botafogo y Humaitá.

## Historia

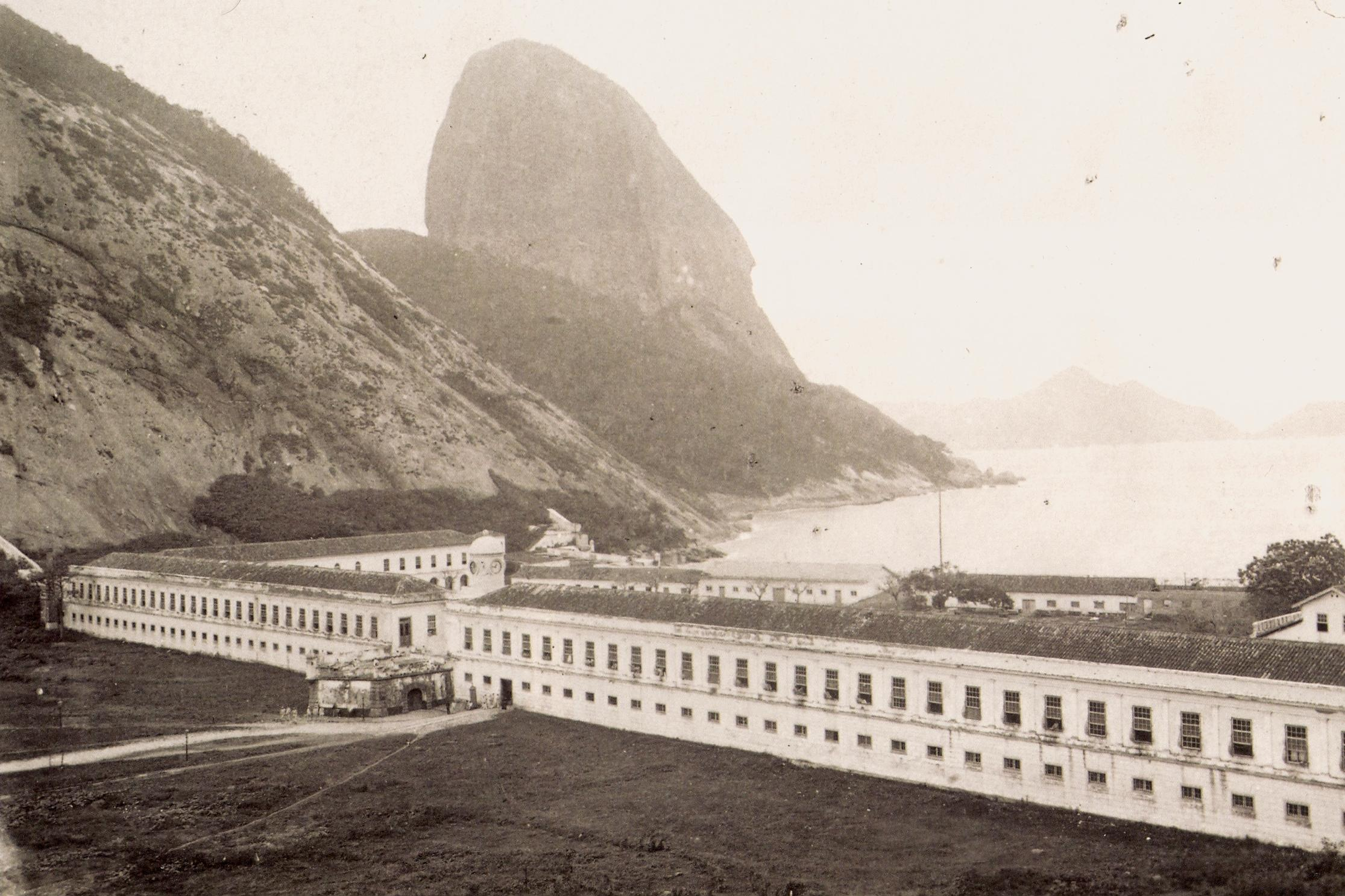
La Escuela Militar hacia 1888.

Estácio de Sá, sobrino del gobernador general Mem de Sá, fundó el 1 de marzo de 1565 la ciudad de San Sebastián de Río de Janeiro (São Sebastião do Rio de Janeiro, en homenaje a Sebastião I, decimosexto monarca de Portugal) en una playa localizada entre los cerros Pão de Açúcar y Cara de Cão, en lo que hoy es el barrio de Urca. Esta fortificación de casas de madera y barro cubierta de paja constituyó el núcleo inicial de la ciudad, estableciendo las bases para su colonización.
Luego de que, en 1567, Estácio de Sá combatió y expulsó a los franceses (instalados desde 1555 en la zona), la ciudad fue trasladada al Morro do Castelo, situado en el actual barrio Centro.
Hacia fines del siglo XIX, el portugués Domingos Fernandes Pinto firmó un contrato con la intendencia municipal para enclavar un muelle en la zona, más tarde embargado por el ejército, que ya tenía una importante presencia en la zona debido a su posición estratégica, como defensa de la Bahía de Guanabara.

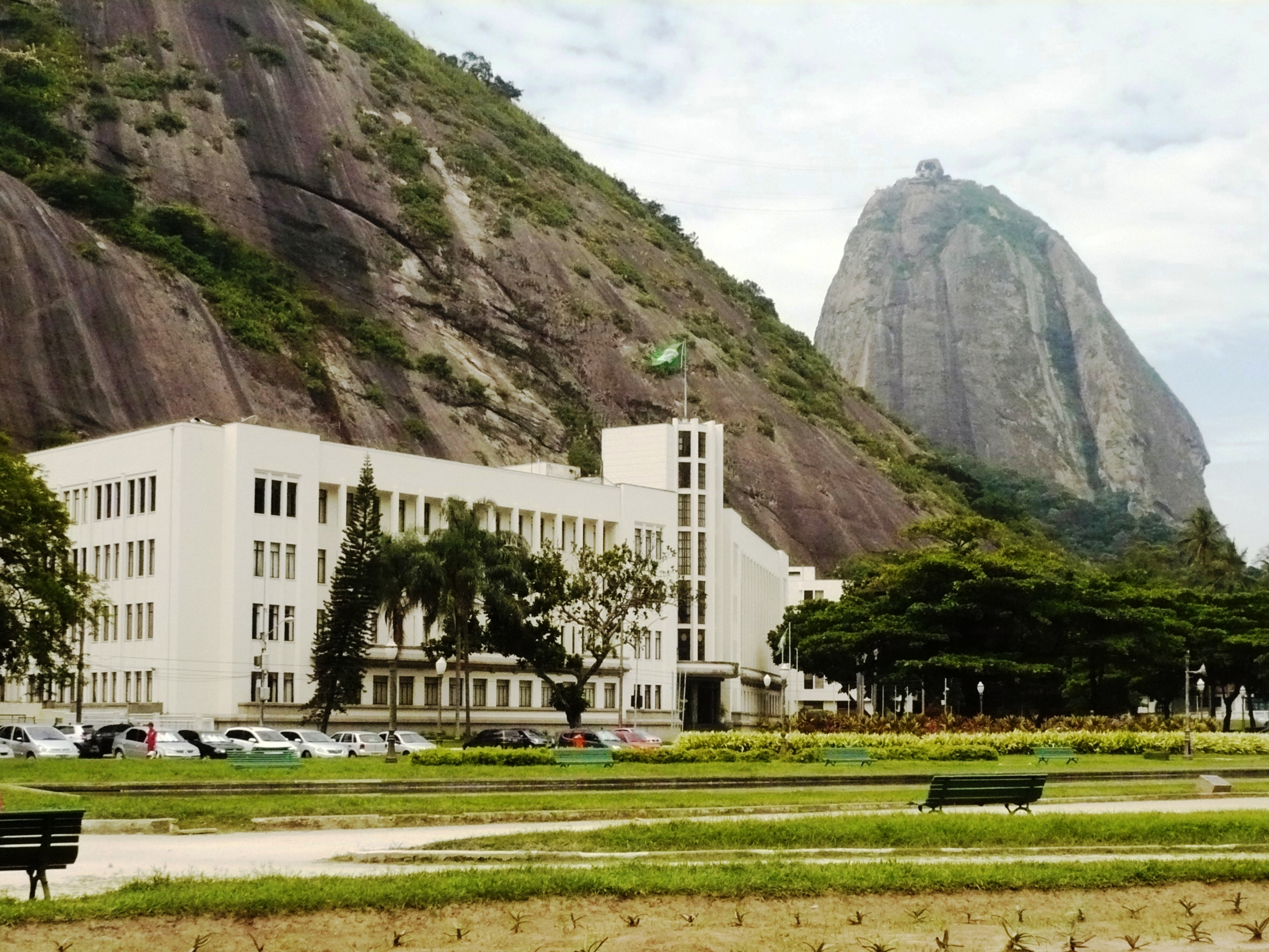
Escola de Comando e Estado Maior do Exército

En 1910 se inició la construcción del bondinho del Pão de Açúcar, primer teleférico de Brasil y el tercero en todo el mundo. El "Camarote Carril" (como era conocido entonces) hizo su trayecto inaugural (sólo hasta el cerro de Urca) el 27 de octubre de 1912, y el segundo trecho comenzó a funcionar el 18 de enero de 1913.
En 1921 fue concluido el Quadrado da Urca: se inauguró la avenida Portugal y se niveló el terreno con tierra hasta el portón del fuerte. Un año más tarde se aprobó el trazado callejero y loteo de la zona, dando oficialmente nacimiento al barrio de Urca.

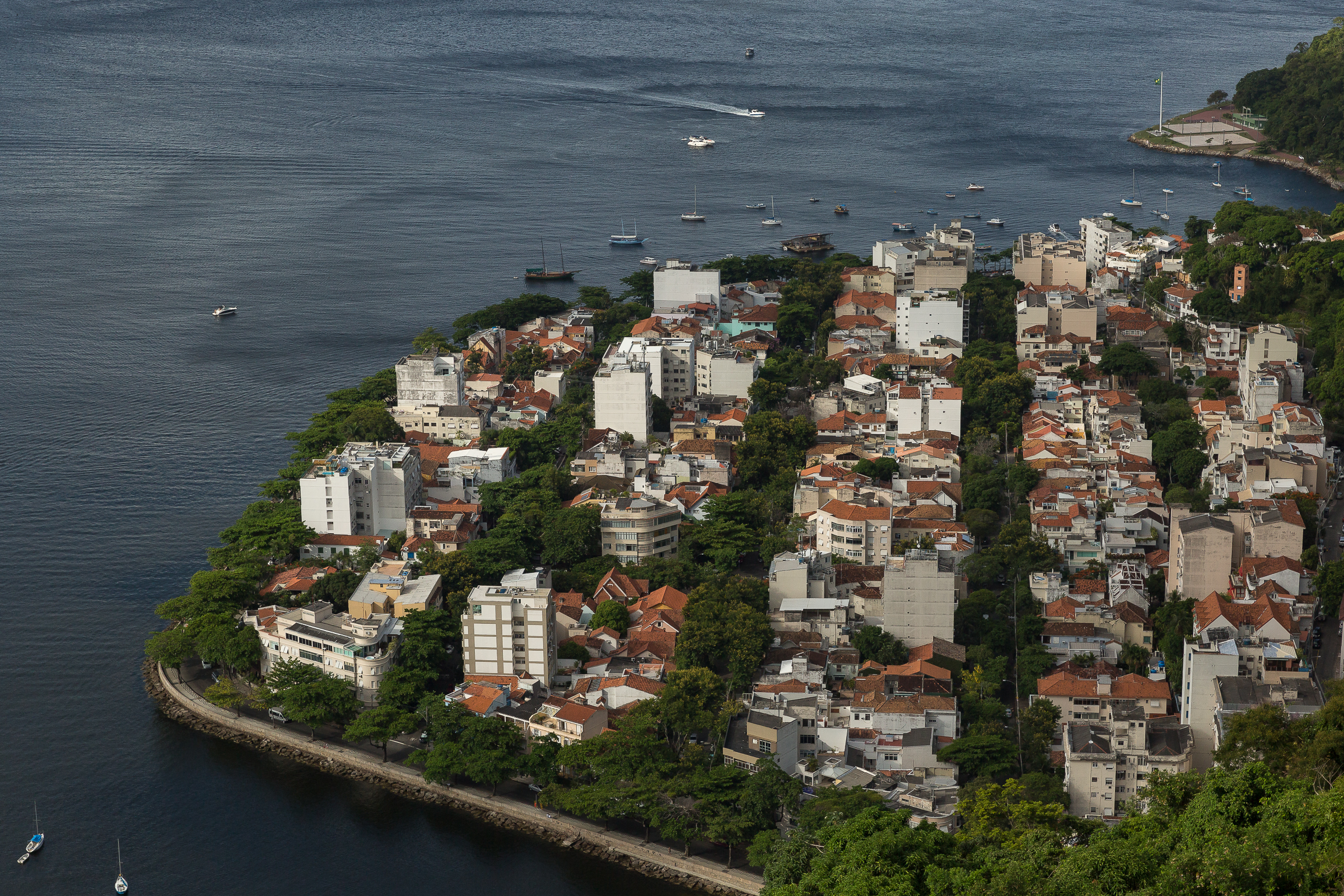
Foto aérea de Urca

Entre 1920 y 1923 fue creada artificialmente la playa de Urca, donde se construyó el Hotel Balneário da Urca, transformado en 1933 en el Cassino Balneário da Urca. En 1946, en la gestión del presidente Eurico Gaspar Dutra, se prohibieron los juegos de azar y el casino cerró sus puertas.
En 1952 se instaló allí el primer canal de televisión de Brasil, TV Tupi, que permaneció en el aire hasta 1968, cuando el predio quedó abandonado.

## Geografía
El barrio limita con Botafogo y Leme. Es en este barrio que el océano Atlántico se encuentra con la bahía de Baía da Guanabara, es decir, que el barrio posee tanto playas con agua de la bahía (no aptas para bañistas) y playas con água del océano (aptas para bañistas).

### Playa de Urca
La Playa de Urca es una playa estrecha de 100 metros de extensión ubicada a los pies del Morro de Urca y bañada por la bahía de Guanabara.

### Playa Vermelha

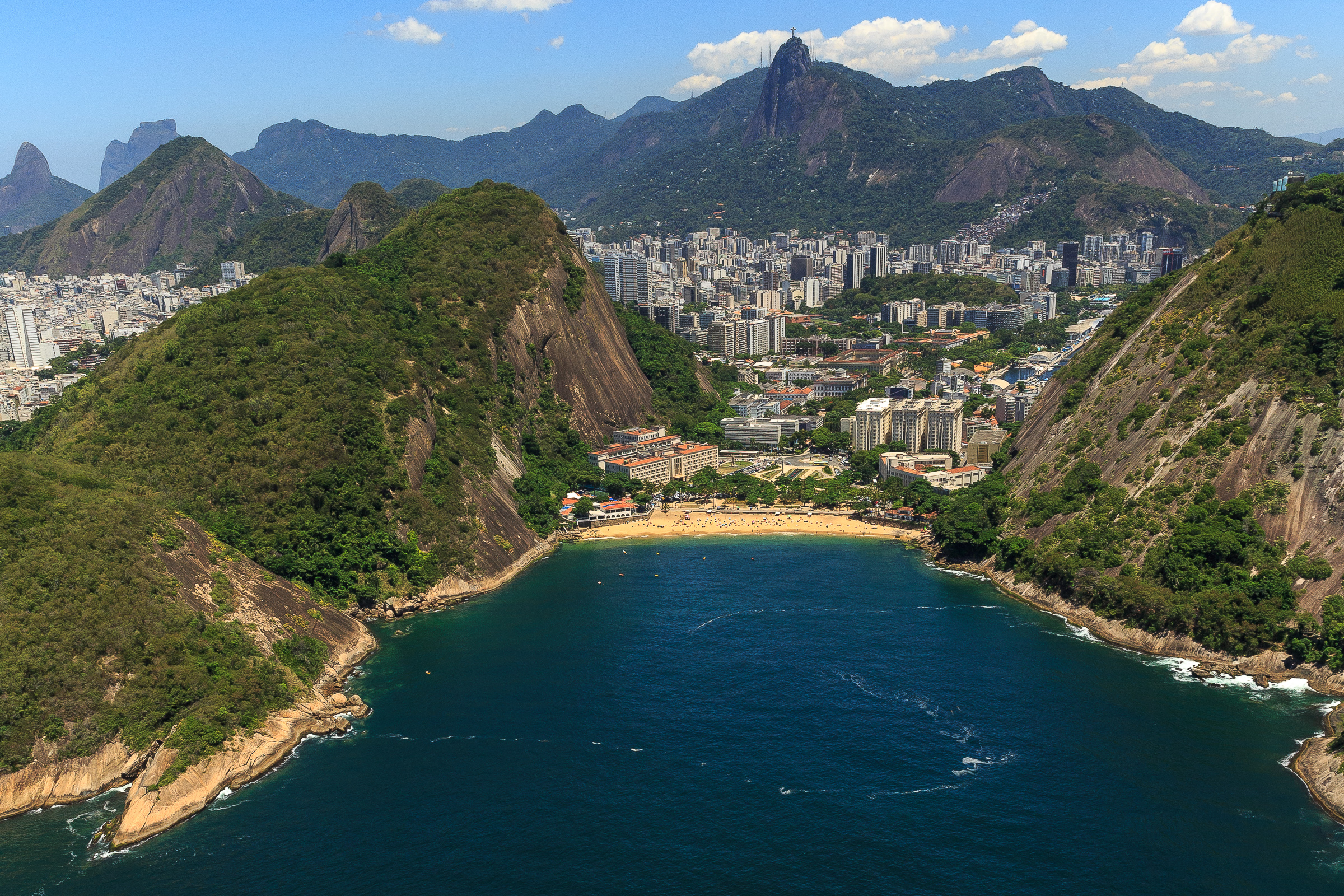
Playa Vermelha vista desde el Pão de Açúcar.

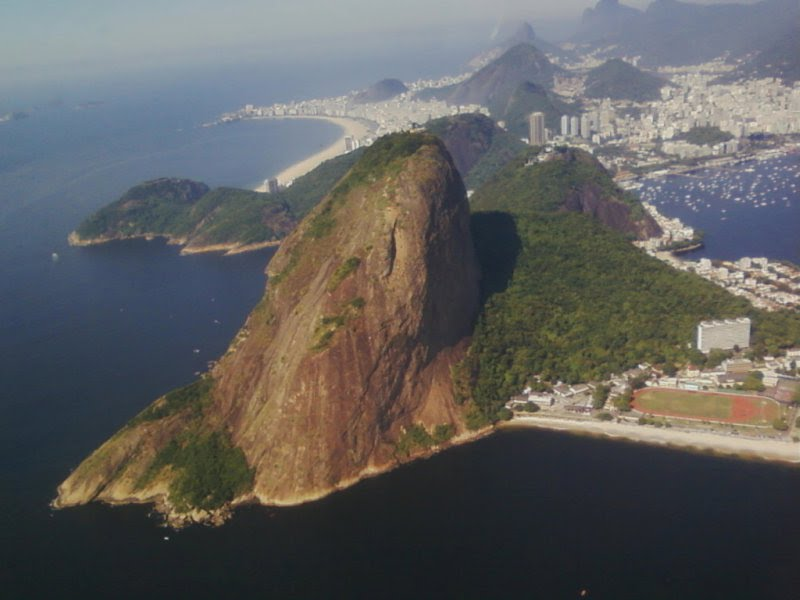
Playa de Fora

La Playa Vermelha, de pequeñas dimensiones, es muy apreciada por su paisaje envolvente entre el Morro de Urca y el Morro de Babilonia.
En un inicio estuvo ocupada por el hoy desaparecido fuerte de Praia Vermelha y actualmente alberga varios locales de enseñanza superior, uno de la Universidad Federal del Estado de Río de Janeiro (UNIRIO), otro de la Universidad Federal de Río de Janeiro (UFRJ), el Instituto Militar de Ingeniería, la Escola de Comando e Estado-Maior do Exército (ECEME), la Escola de Guerra Naval (EGN) y la estación del Bondinho del Pan de Azúcar. La playa cuenta a cada lado con dos fortalezas, hoy ocupada por el Círculo Militar de Praia Vermelha y la escuela municial Gabriela Mistral. En la zona hay varios monumentos históricos. En la misma playa hay una estatua de Chopin. En la  Plaza General Tibúrcio, atrás de la playa, se encuentran el Monumento a los Héroes de Laguna y Dourados y el Monumento a los muertos en la Intentona Comunista.

### Playa de Fora
La Playa de Fora es una playa ubicada en la Fortaleza de São João, a la entrada de la bahía de Guanabara. Es la playa donde fue fundada la ciudad de Rio de Janeiro. Su ingreso sólo está permitido por el Ejército. Tiene arenas claras y finas y posee aguas claras y frías apropiadas para el baño en ciertas horas. Generalmente su mar es calmo y tranquilo. Posee una vista del Pan de Azúcar.

## Población y área territorial
En la playa Vermelha están:

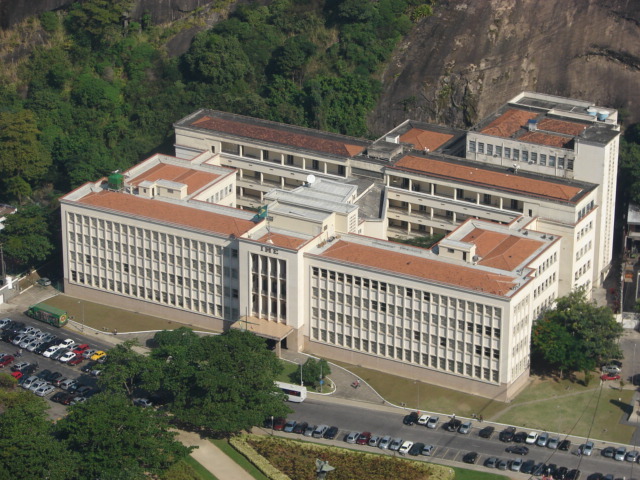
Instituto Militar de Engenharia.

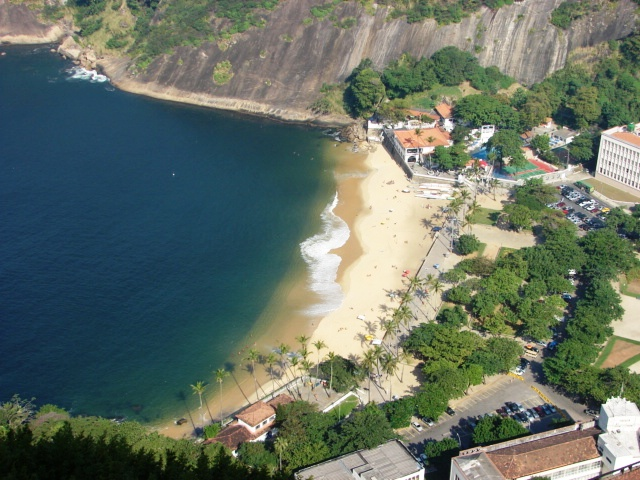
Praia Vermelha.

El barrio de Urca cuenta con una población de 6.750 habitantes (3.070 hombres y 3.680 mujeres), distribuidos en un área territorial de 232 hectáreas. La razón de sexo del barrio es de 83,42 hombres cada cien mujeres. Es uno de los barrios de Río con menor densidad poblacional (29 habitantes por hectárea)
Posee un área natural del 50,47% y una floresta del 23,82%. Las áreas urbanizadas y/o alteradas abarcan un 49,53% del barrio (2001). Cuenta con tres escuelas municipales, con un total de 1.481 alumnos.
Es uno de los pocos barrios de la zona sur de Río de Janeiro que no posee favelas.

## Lugares destacados

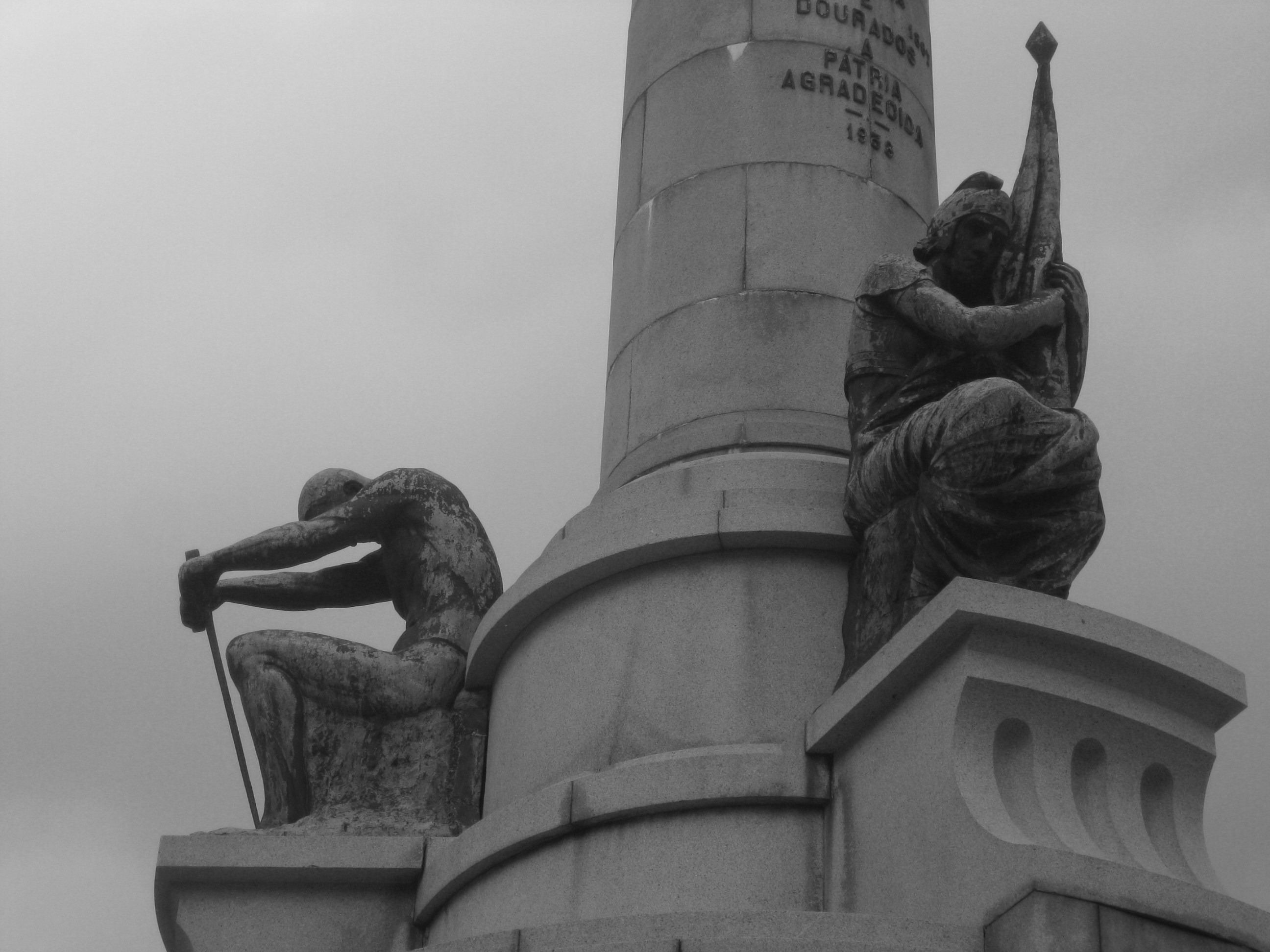
Monumento a los héroes de Laguna e Dourados (Guerra de la Triple Alianza).

En la avenida Pasteur se encuentran:
- el Iate Clube do Rio de Janeiro
- UNIRIO-Universidade Federal do Estado do Rio de Janeiro
- UFRJ-Universidade Federal do Rio de Janeiro
- el Instituto Benjamin Constant
- el Instituto Militar de Engenharia (IME)
- la Escola de Comando e Estado Maior do Exército
- la pista deportiva Cláudio Coutinho
- la estación del bondinho, el famoso teleférico que recorre 1.330 para llegar hasta los picos de los cerros de Urca y Pão de Açúcar, visitado anualmente por miles de turistas.

En el barrio también se encuentran el museo histórico Antônio de Oliveira (Av. Pasteur 520) y el museo de Minerales y Rocas del DNPM (Av. Pasteur 404).